# سفيان بوقنطار
سفيان بوقنطار عداء ألعاب قوى مغربي، ولد يوم 30 غشت 1993، و هو متخصص في سباقات المسافات المتوسطة والطويلة 1500 متر و5000 متر.

## إنجازاته
| المنافسة            | السنة | المسابقة | التوقيت  | الرتبة         |
| ------------------- | ----- | -------- | -------- | -------------- |
| ألعاب أولمبية صيفية | 2012  | 5000 متر | 13:47.63 | 18 نصف النهائي |

## أرقام شخصية
| المسابقة | الرقم    | المكان    | السنة |
| -------- | -------- | --------- | ----- |
| 1500 متر | 3:38.60  | مونبيليار | 2012  |
| 5000 متر | 13:19.59 | الرباط    | 2012  |

## وصلات خارجية
- سفيان بوقنطار على موقع الاتحاد الدولي لألعاب القوى (الإنجليزية)
- سفيان بوقنطار على موقع الدوري الماسي (الإنجليزية)
- سفيان بوقنطار على موقع اللجنة الأولمبية الدولية (الإنجليزية)
- سفيان بوقنطار على موقع أوليمبيديا (الإنجليزية)
- سفيان بوقنطار على موقع اللجنة الأولمبية المغربية (الفرنسية)